# Chapelle Sainte-Hiltrude de Liessies
La chapelle Sainte-Hiltrude est un édifice religieux situé sur la commune de Liessies, dans le département français du Nord.

## Description
Cet édifice, classé au titre des monuments historiques le 26 août 1947 est en réalité en oratoire, car il n'est pas possible de s'y abriter.
Disposé bien en évidence au sommet d'un petit tertre, au coin de deux voies de circulation, c'est une disposition courante pour ce type d'édifice, valorisant l'investissement de l'édificateur et sa dévotion.
Le socle de cette petite construction est réalisé en briques de terre cuite traditionnelle, supportant un ensemble maçonné en pierre bleue très travaillée.
La commune de Liessies dispose de quatre oratoires quasiment identiques et tous édifiés à la demande de l'Abbaye de Liessies en 1739 et 1740.